# Arthur Lemon
Arthur Whitelock Lemon (Tonna, 15 d'abril de 1905 - Neath, 28 de maig de 1982) va ser un jugador internacional de rugbi gal·lès de número 8. Va jugar al Neath RFC i va ser internacional tretze vegades per la selecció de rugbi XV de Gal·les.

## Carrera internacional
Lemon va fer el seu debut internacional amb Gal·les en un partit contra Irlanda el 9 de març 1929 sota la capitania de Guy Morgan. Gal·les va empatar i va lliurar el Torneig a Escòcia. Tot i que el 1930 Lemon es va perdre el partit inaugural del Torneig de les Cinc Nacions contra Anglaterra, va ser escollit novament per als tres partits que quedaven. L'any següent Lemon va jugar els quatre partits del torneig, que va guanyar Gal·les per primera vegada en vuit anys. Lemon va ser seleccionat el 1931 per jugar contra la selecció de rugbi XV de Sud-àfrica en la seva gira. Va ser un partit terrible en una superfície gelada on el capità gal·lès Jack Bassett no va adaptar el seu equip. Després de jugar la totalitat del Torneig de 1932, Lemon jugaria un últim partit amb Gal·les contra Irlanda el 1933. Després de la derrota de Gal·les, els seleccionadors van decidir un canvi complet i Lemon era entre els onze jugadors que retiraven.

### Partits internacionals jugats
Gal·les
- Anglaterra 1931, 1932
- França 1930, 1931
- Irlanda 1929, 1930, 1931, 1932, 1933
- Escòcia 1930, 1931, 1932
- Sud-àfrica 1931